# With a Girl Like You
With a Girl Like You è un brano musicale dei The Troggs pubblicato nel 1966 come singolo discografico nel Regno Unito e negli USA dalla Fontana Records.

## Tracce
Lato A
Testi e musiche di Reg Presley.
1. With a Girl Like You – 2:07

Lato B
Testi e musiche di Larry Page, Colin Frechter.
1. I Want You – 2:15